# Битва при Огула-Четоки
Битва при Огула-Четоки — сражение между чикасо и французским колониальным отрядом под руководством Пьера д’Артагиэта, произошедшее 25 марта 1736 года к северо-западу от современного города Тупело. 

## Предыстория
После окончания восстания натчезов оставшиеся в живых индейцы постепенно оседали среди чикасо. Дав убежище натчезским беженцам, чикасо ещё более обострили свои отношения с французскими колониальными властями. Зимой 1733 года губернатором Луизианы вновь стал Жан-Батист Ле Муан де Бьенвиль. В колонии непрерывно шли стычки с чикасо, а в 1734 году враждебное племя вновь блокировало движение судов по реке Миссисипи. Это сильно сказалось на снабжении Иллинойса боеприпасами и необходимыми товарами.
В 1736 году Бьенвиль смог организовать большую кампанию против чикасо. Готовясь к экспедиции, он сформировал два войска — одно в форте Луи-де-ля-Мобиль, которое возглавил сам, а другое в Иллинойсе, под руководством майора Пьера д’Артагиэта. Северная армия состояла из 27 французских солдат, 110 канадских ополченцев, 38 мохоков, 100 иллинойсов и 160 веа, майами, пианкашо и каскаския. Индейцев возглавлял Франсуа-Мари Биссо де Венсен, сын бывшего командующего французскими войсками в Индиане Жан-Батиста Венсена. Иллинойсский отряд должен был объединиться с отрядом прапорщика де Моншерво, но послание Бьенвиля запоздало, и войско д’Артагиэта выступило из форта Де-Шартре 22 февраля 1736 года без подкрепления. В пути к нему присоединились 28 воинов-куапо, посланных комендантом форта Арканзас. Им было поручено узнать о продвижении отряда д’Артагиэта и вернуться в форт, но они решили присоединиться к походу.
Оказавшись на землях чикасо, д’Артагиэт пытался обнаружить войско Бьенвиля. Его разведчики не смогли найти следы присутствия второго отряда, но отыскали одно из селений чикасо, Огула-Четоку. На следующий день к д’Артагиэту прибыл гонец, сообщивший, что южная армия не прибудет до 1 мая. Майор собрал военный совет, состоящий из французских офицеров и индейских вождей, на котором было решено атаковать противника незамедлительно.

## Сражение
Ранним утром 25 марта 1736 года отряд д’Артагиэта начал атаку на Огула-Четоку. 5 солдат и 15 канадских ополченцев, под командованием прапорщика де Фронтиньи, остались охранять армейский обоз и не участвовали в нападении. Развернувшись для атаки, майор разместил индейских воинов по флангам, а французов — в центре. Чикасо, вместе с несколькими натчезами, ожидали нападения и подготовились заранее к его отражению.  Первые минуты боя казалось, что успех сопутствует нападавшим, но внезапно большая группа воинов обрушилась на них из-за холмов, атакуя фланги. Это прибыл отряд из соседних селений и окружил французов. Натиск был таким стремительным и яростным, что майами, веа, пианкашо и иллинойсы бежали, покинув поле боя, из индейцев с д’Артагиэтом остались только 38 мохоков и 28 куапо.
Оставшиеся индейцы и солдаты храбро сражались с превосходящими силами противника, но несли всё более тяжкие потери. Сначала им удавалось сохранять порядок, но натиск чикасо был слишком силён. У д’Артагиэта мушкетная пуля вначале оторвали три пальца на правой руке, вторая пуля ранила его в бедро. Прислонившись к дереву, он пытался ободрить и сплотить свих людей, но его усилия были тщетны — чикасо охватили отряд плотным кольцом. Один из слуг д’Артагиэта подвёл ему коня и умолял спасаться верхом, но майор отказался. Вскоре третья пуля попала ему в живот и он упал. Были убиты шесть офицеров ополчения, а также капитан Дезэссар и лейтенант Ланглуа. Другой лейтенант, Пьер Гростон де Сент-Анж, пытался организовать сопротивление, но и он пал. Французы, мохоки и куапо начали отступать. Разыгравшаяся непогода помогла им скрыться и избежать полного уничтожения. Из солдат и ополченцев спаслось не более 20 человек, и все они были серьёзно ранены. Остатки разгромленного отряда д’Артагиэта прибыли в форт Прюдом.

## Итоги
После окончания сражения чикасо взяли в плен 2 индейцев и 22 француза, в том числе, тяжелораненого Пьера д’Артагиэта. Посреди деревни были разожжены два больших костра, чтобы сжечь пленников после пыток. Чикасо пощадили лишь троих — Клода Друэ де Ришарвиля, Пьера де Куртерейе и сержанта Луи Гамо. Позднее, Ришарвиль и Куртерейе смогли бежать, проведя в плену 18 месяцев. Гамо был выкуплен английским торговцем из Каролины.
Чикасо не только разгромили направленную против них северную экспедицию, но и захватили много ружей и боеприпасов, которые сыграли свою роль в следующем сражении против французов. Бьенвиль позже признал, что если бы не стойкость ирокезов и куапо, то никто из французов не вернулся бы живым после битвы при Огула-Четоки.